# Кот, Шмуэль Эфраим
Эфраим Шмуэль Кот (эст. Efraim Shmuel Kot; 15 сентября 1977 Иерусалим, Израиль) — главный раввин Эстонии с 24 сентября 2002. Стал первым раввином в послевоенной истории эстонского еврейства.

## Биография
Раввин Эфраим Шмуэль Кот родился 15 сентября 1977 года в Иерусалиме, Израиль в религиозной семье. 9 поколений его предков со стороны матери жили в Израиле. Прадед со стороны отца переехал в Израиль после Первой Мировой войны из Литвы.
Отец Шмуэля Кота получил религиозное образование в ешиве в США. Всю жизнь он преподавал в различных ешивах в Иерусалиме. Мама всю жизнь работала в системе образования, сначала в школах, а затем в Министерстве образования Израиля.
Раввин Шмуэль Кот получил начальное образование в хедере в Иерусалиме, затем 6 лет учился в ешиве в Кфар-Хабад у знаменитых раввинов рава Менделя Фушерфаса, рава Зелига Фельдмана, рава Яакова Каца и др.
В 1996—1997 продолжил образование в центральной хабадской ешиве в Нью-Йорке.
В 1998—1999 был отправлен для прохождения практики в Аргентину, а также помогал еврейским общинам в Боливии, Перу, Богемии, Чехословакия и Эквадоре.
В 1999 году раввин Шмуэль Кот завершил курс обучения и получил назначение на работу в Восточную Германию.
В 2000 году раввин Шмуэль Кот женился на Хане Кот, и они приняли решение стать посланниками Любавичского Ребе и переехать в какую-либо страну, которая нуждается в помощи раввина.
Летом 2000 года семья Кот была приглашена Еврейской общиной Эстонии в Таллин для подготовки и проведения еврейских осенних праздников. В этом же году Еврейская община Эстонии приняла решение предложить раввину Шмуэлю Коту работу в качестве раввина Эстонии на постоянной основе.
24 декабря 2000 года на праздник Хануки состоялось торжественное мероприятие, посвященное открытию нового молельного помещения в общинном центре в Таллине на улице Кару 16. Гостем мероприятия были премьер-министр Эстонии и члены Парламента страны.
В ходе праздника на плечи раввина Шмуэля Кота был возложен талит, что знаменовало начало его деятельности на посту главного раввина Эстонии.
Раввин Эфраим Шмуэль Кот владеет испанским, идишем, ивритом, английским, русским, эстонским языками, ведет активную общественную деятельность, под его духовным попечительством возрождается религиозная жизнь в Таллине и других еврейских общинах Эстонии.
В 2012 году раввину Шмуэлю Коту был присвоен Почетный знак «За заслуги перед городом Рапла».

## Семья
- Жена раввина Шмуэля Кота – рабанит Хана Кот выросла в религиозной семье. Ее ролители работали в системе образования. Отец был преподавателем в верховной ешиве, мама – учительница в школе. Рабанит Хана закончила педагогический университет.
- Отец — Авраам Кот
- Мать — Леа Кот